# Trzebnice (gromada)
Trzebnice (do 31 XII 1959 Chocianowiec) – dawna gromada, czyli najmniejsza jednostka podziału terytorialnego Polskiej Rzeczypospolitej Ludowej w latach 1954–1972.
Gromady, z gromadzkimi radami narodowymi (GRN) jako organami władzy najniższego stopnia na wsi, funkcjonowały od reformy reorganizującej administrację wiejską przeprowadzonej jesienią 1954 do momentu ich zniesienia z dniem 1 stycznia 1973, tym samym wypierając organizację gminną w latach 1954–1972.
Gromadę Trzebnice z siedzibą GRN w Trzebnicach utworzono 1 stycznia 1960 w powiecie lubińskim w woj. wrocławskim w związku z przeniesieniem siedziby GRN gromady Chocianowiec z Chocianowca do Trzebnic i zmianą nazwy jednostki (zwiększonej tego samego dnia o wsie Żabice, Brunów, Michałów i Ogrodzisko) na gromada Trzebnice. Dla gromady ustalono 27 członków gromadzkiej rady narodowej.
1 stycznia 1970 do gromady Trzebnice włączono obszar o powierzchni 605,48 ha z miasta Chocianowa w tymże powiecie; z gromady Trzebnice wyłączono natomiast część terenów wsi Chocianowiec o powierzchni 6,07 ha, włączając ją do Chocianowa.
Gromada przetrwała do końca 1972 roku, czyli do kolejnej reformy gminnej. 1 stycznia 1973 powiecie lubińskim utworzono gminę Trzebnice (zniesiono ją pownie już 9 grudnia 1973).